# Noel Andrews
Pour les articles homonymes, voir Andrews.
Noel Andrews (né le 7 janvier 1932 à Dublin, mort le 8 janvier 2011 dans la même ville) est un animateur de radio et de télévision irlandais.

## Carrière
Passionné de boxe depuis sa plus tendre enfance, il est engagé en 1950 par Raidió Teilifís Éireann, à la suite de son frère Eamonn Andrews, embauché l'année précédente, comme journaliste sportif, où il couvre les matchs de boxe. Il est alors le plus jeune reporter jamais engagé par un service de radiodiffusion. Après plusieurs années de travail comme journaliste, Andrews devient disc-jockey radio sur Radio Éireann.
Alors qu'il travaille sur Radio 1, il acquiert une célébrité, il anime Showband Circuit, où il présente de nombreux artistes musicaux irlandais, notamment Butch Moore, Dana et Muriel Day. Cependant il tient toujours à commenter les matchs de boxe dans les années 1960 et 1970.
En 1972, Andrews commence sa longue association avec les Jeux Olympiques. Il fait ses débuts aux Jeux olympiques d'été de 1972 à Munich. Il est le présentateur principal avec son collègue présentateur sportif Brendan O'Reilly. Pendant les Jeux olympiques de 1972, Andrews et O'Reilly passent plusieurs heures à informer sur le massacre de Munich. Andrews commente la victoire du titre mondial de Barry McGuigan sur Eusebio Pedroza en 1985 et la médaille d'or de Michael Carruth aux Jeux olympiques d'été de 1992 de Barcelone.
Après la retraite d'O'Reilly en 1994, Andrews continue à présenter pour RTÉ les Jeux olympiques, la dernière fois les Jeux olympiques d'été de 1996 à Atlanta. Un an plus tard, il prend sa retraite de la radiodiffusion.
En dehors de la diffusion sportive, Andrews est membre des Avoca Singers. Il est également le commentateur de RTÉ Television pour le concours Eurovision de la chanson 1971.

## Vie privée et décès
En 1960, Andrews épouse Joan, avec qui il a six enfants. En 1970, il achète The Avoca Inn, un hôtel à Avoca, dans le comté de Wicklow. Joan meurt en 1981, en 1985 il épouse Agnes Stack, directrice de l'hôtel Arklow Bay à proximité. Les deux vendent l'Avoca Inn en 1990 puis ouvrent une chambre d'hôtes à Liscannor en 1994. Ils déménagent en 2003 à Annagassan, dans le comté de Louth. Après une longue maladie, Andrews meurt le 8 janvier 2011, le lendemain de son 79e anniversaire.